# Arpad De Riso
Pour les articles homonymes, voir Riso.
Arpad De Riso , né à Budapest le 13 décembre 1909 et mort à Rome en 1983, est un scénariste italien.
Il est né sur un bateau à vapeur sur le Danube près de Budapest et a été enregistré au bureau d'état civil de la capitale hongroise. Il était le frère de l'actrice de théâtre Giulietta De Riso (it) et a travaillé sur plus de soixante scénarios entre 1952 et 1977. Il est décédé à Rome à l'âge de 73 ans.

## Filmographie
- 1952 : Le Tourment du passé (Tormento del passato) de Mario Bonnard
- 1952 : La storia del fornaretto di Venezia (it) de Giacinto Solito (it)
- 1952 : Addio, figlio mio! (it) de Giuseppe Guarino
- 1953 : La Gioconda de Giacinto Solito (it)
- 1954 : La grande avventura (it) de Mario Pisu
- 1956 : Yalis, la vergine del Roncador (it) de Francesco De Robertis
- 1957 : Mattino di primavera de Giacinto Solito (it)
- 1958 : Trois Étrangères à Rome (Tre straniere a Roma) de Claudio Gora
- 1959 : Agosto, donne mie non vi conosco de Guido Malatesta
- 1960 : Un chant dans le désert (Un canto nel deserto) de Marino Girolami
- 1960 : Ti aspetterò all'inferno (it) de Piero Regnoli
- 1960 : Les Conquérants de la vallée sauvage (La strada dei giganti) de Guido Malatesta
- 1961 : Le Triomphe de Maciste (Il trionfo di Maciste) de Tanio Boccia
- 1961 : Le Dernier des Vikings (L'ultimo dei Vikinghi) de Giacomo Gentilomo
- 1961 : Goliath contre les géants (Goliath contro i giganti) de Guido Malatesta
- 1962 : Jules César, conquérant de la Gaule (Giulio Cesare, il conquistatore delle Gallie ) de Tanio Boccia
- 1962 : Maciste contre les monstres (Maciste contro i mostri) de Guido Malatesta
- 1962 : Hercule se déchaîne (La furia di Ercole) de Gianfranco Parolini
- 1962 : Zorro l'intrépide (Zorro alla corte di Spagna) de Luigi Capuano
- 1963 : Brenno le tyran (Brenno il nemico di Roma) de Giacomo Gentilomo
- 1963 : Goliath et le Cavalier masqué (Golia e il cavaliere mascherato) de Piero Pierotti
- 1963 : Le Tigre des mers (La tigre dei sette mari) de Luigi Capuano
- 1963 : Le Bourreau de Venise (Il boia di Venezia) de Luigi Capuano
- 1963 : Le Lion de Saint-Marc (Il leone di San Marco) de Luigi Capuano
- 1964 : Appuntamento a Dallas (it) de Piero Regnoli
- 1964 : Les Repaires de la jungle noire (it) (I misteri della giungla nera) de Luigi Capuano
- 1964 : Samson contre le corsaire noir (Sansone contro il corsaro nero) de Luigi Capuano
- 1964 : Le Trésor de Malaisie (Sandokan alla riscossa) de Luigi Capuano
- 1964 : Le Léopard de la jungle noire (Sandokan contro il leopardo di Sarawak) de Luigi Capuano
- 1964 : La Vengeance des gladiateurs (La vendetta dei gladiatori) de Luigi Capuano
- 1964 : Samson contre tous (Ercole contro Roma) de Piero Regnoli
- 1964 : Samson et le trésor des Incas (Sansone e il tesoro degli Incas) de Piero Regnoli
- 1964 : Maciste contre les hommes de pierre (Maciste e la regina di Samar) de Giacomo Gentilomo
- 1965 : La Revanche d'Ivanhoé (La rivincita di Ivanhoe) de Tanio Boccia
- 1965 : Erik, le Viking (Erik, il vichingo) de Mario Caiano
- 1965 : Le Flibustier des Caraïbes (L'avventuriero della Tortuga) de Luigi Capuano
- 1965 : Fureur sur le Bosphore (Agente 077 dall'Oriente con furore) de Sergio Grieco
- 1965 : Agent secret 777 - Opération Mystère (it) (Agente segreto 777 - Operazione Mistero) d'Enrico Bomba
- 1966 : Tuez Johnny Ringo (Uccidete Johnny Ringo) de Gianfranco Baldanello
- 1967 : Come rubare un quintale di diamanti in Russia de Guido Malatesta
- 1967 : Steve, à toi de crever (it) (L'uomo del colpo perfetto) d'Aldo Florio
- 1968 : Sigpress contre Scotland Yard (Sigpress contro Scotland Yard) de Guido Zurli
- 1968 : Justine ou les Infortunes de la vertu (Marquis de Sade's Justine) de Jesús Franco
- 1969 : Zorro au service de la reine  (Zorro alla corte d'Inghilterra) de Franco Montemurro
- 1968 : Les Sept Bâtards (Quella dannata pattuglia) de Roberto Bianchi Montero
- 1969 : Trente-Six Heures en enfer (36 ore all'inferno ) de Roberto Bianchi Montero
- 1969 : Garringo de Rafael Romero Marchent
- 1970 : Robin des Bois le magnifique (Il magnifico Robin Hood) de Roberto Bianchi Montero
- 1970 : Les Léopards de Churchill (I Leopardi di Churchill) de Maurizio Pradeaux
- 1971 : La Vie sexuelle de Don Juan (Le calde notti di Don Giovanni) d'Alfonso Brescia
- 1971 : Homicide parfait au terme de la loi (Un omicidio perfetto a termine di legge) de Tonino Ricci
- 1971 : Au nom du père, du fils et du colt... (In nome del padre, del figlio e della Colt) de Mario Bianchi
- 1972 : Il était une fois à El Paso (I senza Dio) de Roberto Bianchi Montero
- 1973 : Le Fils de Zorro (Il figlio di Zorro) de Gianfranco Baldanello
- 1973 : Storia di karatè, pugni e fagioli de Tonino Ricci
- 1973 : L'onorata famiglia: Uccidere è cosa nostra de Tonino Ricci
- 1973 : Le Petit Cow-boy (Küçük kovboy) de Guido Zurli
- 1973 : Chassés-croisés sur une lame de rasoir (Passi di danza su una lama di rasoio) de Maurizio Pradeaux
- 1974 : La lycéenne découvre l'amour (La ragazzina) de Mario Imperoli
- 1974 : I figli di Zanna Bianca (it) de Maurizio Pradeaux
- 1977 : Passi di morte perduti nel buio de Maurizio Pradeaux